# Battaglia di El Mechili
La battaglia di El Mechili fu uno scontro armato avvenuto nella località libica di El Mechili, in Cirenaica, tra le forze dell'Impero britannico e quelle italiane, il 24 gennaio 1941, durante l'operazione degli Alleati denominata Compass.
Le unità britanniche appartenevano alla 7ª Divisione Corazzata mentre quelle italiane principalmente alla Brigata corazzata speciale "Babini".

## Antefatti
Dopo la battaglia di Bardia e di Tobruch, il comando britannico sperava di poter distruggere le rimanenti unità della 10ª Armata, in ritirata dalla Cirenaica. La 6ª Divisione australiana, diretta verso Derna, avanzò lungo la Via Balbia mentre la 7ª Divisione Corazzata britannica venne inviata verso El Mechili e Forte Capuzzo.
La 6ª Divisione australiana venne temporaneamente fermata a Derna dalla 60ª Divisione fanteria "Sabratha", rinforzata dal battaglione di paracadutisti libici Ascari del cielo e altre unità di riserva, mentre la 7ª Divisione Corazzata si stava avvicinando a Mechili, un incrocio di importanza strategica che avrebbe permesso alle forze britanniche di accerchiare ciò che restava della 10ª Armata italiana.
Le forze italiane a difesa di Mechili consistevano della Brigata corazzata speciale "Babini", il Raggruppamento Motorizzato "Piana" e la Colonna "Bignami". La Brigata corazzata speciale "Babini" includeva 138 ufficiali, 2 200 uomini (escluso il 10º Reggimento bersaglieri), 57 carri medi M13/40, 25 tankette L3, 6 autoblindi, 8 cannoni 75/27 mm, 8 obici 100/17 mm, 8 cannoni 47/32 mm, 16 mitragliatrici (12 Fiat 14/35 e 4 mitragliatrici da 12,7 mm), 7 armi anticarro Solothurn, 6 mortai, 30 lanciafiamme, 90 autocarri leggeri, 160 autocarri pesanti e 180 motociclette. Il Raggruppamento "Piana" era invece composto da 121 ufficiali, 2 241 uomini, 12 cannoni 105/28 mm, 25 cannoni 75/27 mm, 12 cannoni 65/17 mm, 16 mitragliatrici Fiat 14/35, 18 mortai da 45 mm, 10 lanciafiamme, 115 autocarri leggeri, 83 autocarri pesanti e 120 motociclette. La Colonna "Bignami" era formato dal XXV e dal XXVII Battaglione Mitraglieri, un gruppo di 12 cannoni 75/27 mm distaccati dalla 25ª Divisione fanteria "Bologna" e dal VI e XXI Battaglione Carri "M", con 37 carri M13/40 ciascuno. Le unità "Bignami" e "Piana" rimasero come riserva.

## Battaglia
La 7ª Divisione Corazzata britannica aveva 50 carri incrociatori e 95 carri leggeri Vickers Mk VI. L'avanguardia della divisione era la 4ª Brigata Corazzata, con il 3º Reggimento Ussari (equipaggiato con 25 carri leggeri Vickers e 9 carri incrociatori), il 7º Reggimento Ussari (con 26 Vickers e un incrociatore) e il 2º Reggimento Reale Carri (con 6 Vickers e 21 incrociatori, di cui 3 Cruiser Mk I, 7 Mk II e 11 Mk III)
La battaglia prese luogo tra il 24 e il 25 gennaio 1941. Il primo giorno, vicino Mechili, uno squadrone di carri leggeri del 7º Reggimento Ussari affrontò 50 carri M13/40 della Brigata corazzata speciale "Babini", nel primo scontro che vide come protagonisti proprio gli M13/40. Gli M13/40 attaccarono i più deboli Vickers britannici, distruggendone sei e obbligando gli altri alla ritirata.
La forza britannica si riorganizzò per un nuovo attacco; stavolta furono impiegati i più potenti carri incrociatori, con cannoni anticarro Ordnance QF da due libbre e qualche cannone da campo Ordnance QF da venticinque libbre, per supportare i carri armati. I carri italiani all'inseguimento finirono in un'imboscata preparata proprio dai carri incrociatori e dall'artiglieria. Nello scontro che seguì, che avvenne vicino ad un declivio dove i carri italiani avevano una visuale ridotta, nove M13/40 furono distrutti, mentre uno solo dei carri incrociatori fu distrutto. Le fonti italiane però parlano di altri 20-25 carri britannici danneggiati. Dopo lo scontro, le forze italiane, che avevano perso il contatto radio con il comando, si ritirarono a Mechili.
La battaglia subì uno stallo, poiché gli italiani continuavano a tenere il crocevia di Mechili. Il generale Tellera intese usare la Brigata corazzata speciale "Babini" per assillare il fianco meridionale dei britannici, per coprire la ritirata da Mechili ma il generale maresciallo Rodolfo Graziani gli ordinò di attendere gli eventi. Il 26 gennaio, Graziani ricevette errate informazioni di intelligence, che sovrastimava enormemente le dimensioni dell'esercito britannico e ordinò quindi a Babini di ritirarsi, credendo che non sarebbe stato in grado di resistere ad un attacco. La 7ª Divisione Corazzata entrò quindi a Mechili, senza opposizioni, il 27 gennaio. La via per la Cirenaica era ora aperta.

## Conseguenze

### Presa di Derna
Contrariamente a Tobruch e Bardia, Derna non era stata soggetta a bombardamenti prima dell'attacco. Il 25 gennaio a nord, la 2ª Compagnia dell'11º Battaglione australiano ingaggiò battaglia con la 60ª Divisione fanteria "Sabratha" e il 10º Reggimento Bersaglieri del Raggruppamento "Babini", presso il campo d'aviazione di Derna, trovando una determinata resistenza. I caccia e i bombardieri italiani attaccarono l'unità australiana quando quest'ultima giunse all'aeroporto e vicino a Siret el Chreiba. I bersaglieri riuscirono a bloccare gli australiani a meno di tre chilometri dal loro obiettivo, usando artiglieria e mitragliatrici.
La 4ª Brigata Corazzata ricevette l'ordine di aggirare Mechili e tagliare la via di fuga nemica a ovest e nord-ovest mentre la 7ª Brigata Corazzata occupava la strada tra Mechili e Slonta, in modo da intrappolare il Raggruppamento "Babini" che, tuttavia, si era ritirato nella notte. Gli uomini di Babini ripiegarono a sud di Slonta, a Bir Melez e Antelat, coprendo una distanza di 220 km sotto le tempeste di sabbia e gli attacchi aerei, inseguiti dalla 4ª Brigata finché questa non dovette fermarsi il 28 gennaio per mancanza di carburante, per la stanchezza degli uomini e perché le piste dei cammelli divennero fangose a causa della pioggia. Il 26 gennaio, Graziani ordinò a Tellera di continuare la difesa di Derna e di sfruttare il Raggruppamento "Babini" per fermare l'avanzata verso ovest da Mechili. Tellera chiese più carri armati ma gli furono negati, fino a quando le difese di Derna non cominciarono a collassare il giorno successivo. Durante la giornata, la compagnia australiana nell'area di Derna e Gubba attaccò e occupò la strada tra Derna e Mechili e un'altra compagnia attraversò lo uadi di Derna durante la notte seguente. Sulla cresta settentrionale dello uadi, un tenace contrattacco con supporto d'artiglieria venne eseguito in campo aperto dai bersaglieri di Babini, i quali riuscirono a far desistere gli australiani a continuare in direzione di Derna, grazie alle notizie che il resto degli uomini di Babini stavano attaccando il fianco meridionale australiano. I bersaglieri persero 40 uomini e 56 furono fatti prigionieri.
Il 27 gennaio, i tentativi australiani di attaccare incontrarono un massiccio fuoco d'artiglieria, contro cui l'artiglieria australiana poteva opporsi con un fuoco razionato, dieci colpi per cannone ogni giorno. La 2ª Compagnia del 4º Battaglione Australiano tentò un ennesimo contrattacco con tutti gli uomini a disposizione. Una colonna di mezzi Bren del 6º Reggimento di Cavalleria australiano venne inviato a sud in ricognizione nell'area dove i carri italiani erano stati individuati ma finirono in un'imboscata del Raggruppamento "Babini" che li attaccò con cannoni anticarro e mitragliatrici. Quattro australiani rimasero uccisi e tre furono presi prigionieri. L'11º Reggimento Ussari scoprì una zona indifesa a Chaulan, a sud dello uadi di Derna, che avrebbe potuto minacciare il Raggruppamento "Babini" e i difensori a Derna con un aggiramento. Per lo stesso motivo, il generale Annibale Bergonzoli ordinò la ritirata che avvenne nella notte tra il 28 e il 29 gennaio, con gli uomini di Babini in retroguardia a rovinare le strade, piazzare mine e trappole per la fanteria, oltre ad eseguire diverse imboscate, riuscendo a rallentare l'inseguimento britannico.